# Dichelobacter nodosus
Il Dichelobacter nodosus è una specie batterica, Gram-negativo, anaerobio.
Vive nel tratto intestinale ed è perciò presente nelle feci.

## Patologie causate
Tale batterio causa il marciume del piede delle specie di bovini ed è noto come agente eziologico della pedaina negli ovi-caprini. 